# Charles Blewitt
Charles Edward « Joe » Blewitt (né le 1er novembre 1895 à Upton-upon-Severn et décédé le 30 mai 1954) est un athlète britannique spécialiste du fond. Son club était le Birchfield Harriers.

## Biographie

### Palmarès
| Date | Compétition           | Lieu             | Résultat | Épreuve            | Performance   |
| ---- | --------------------- | ---------------- | -------- | ------------------ | ------------- |
| 1920 | Jeux olympiques d'été | Anvers           | 5e       | 5 000 mètres       | 15 min 19 s 0 |
| 1920 | Jeux olympiques d'été | Anvers           | 2e       | 3 000 m par équipe | 20 pts        |
| 1923 | Cross des nations     | Maisons-Laffitte | 1er      | Cross-country      |               |

### Records
| Épreuve      | Performance   | Lieu | Date |
| ------------ | ------------- | ---- | ---- |
| 3 000 mètres | 8 min 49 s 3  |      | 1920 |
| 5 000 mètres | 15 min 15 s 2 |      | 1922 |